# Cambodian Rocks
Cambodian Rocks est une compilation de 22 chansons de rock psychédélique et garage rock cambodgien non créditées et sans titre de la fin des années 1960 et du début des années 1970. À cette époque,  le roi Norodom Sihanouk avait favorisé l’émergence d’une scène musicale dans son pays, influencée par le rock psychédélique des soldats américains au Vietnam. Les musiciens de la scène musicale florissante combinaient les styles rock et pop occidentaux avec leurs propres styles et techniques. Lorsque les Khmers rouges arrivèrent au pouvoir en 1975, ces artistes furent parmi ceux considérés comme une menace pour la vision socialiste agraire du régime, et plusieurs des artistes présents sur cet album font partie de ceux à avoir été tués pendant le génocide cambodgien de 1975-1979. Peu d'informations à leur sujet ou quant à leur production musicale ont survécu.
La compilation a été assemblée à partir de cassettes achetées par un touriste américain en 1994 et a été publiée sur le label Parallel World en 1995. L'album a été salué pour sa musique, ainsi que pour son importance historique et culturelle, bien que le label ait été critiqué pour la réémission plusieurs années après sans travail pour identifier les personnes impliquées. Grâce à la collaboration sur Internet, les chansons ont depuis toutes été identifiées. En 2015 est paru un film documentaire sur la musique cambodgienne inspirée par Cambodian Rocks.

## Contexte historique
Dans les années avant l'arrivée au pouvoir des Khmers rouges en 1975, le Cambodge avait une scène musicale florissante. En particulier à Phnom Penh, les artistes combinaient styles traditionnels et indigènes avec ceux venus d'Occident.
Le régime des Khmers rouges, dirigé par Pol Pot, souhaitait faire revenir la nation Cambodgienne à une notion idyllique du passé en mettant en œuvre une forme radicale de socialisme agraire tout en refusant simultanément l'aide et l'influence extérieure. Afin de renforcer et de protéger leurs objectifs utopiques, le régime perçu comme ennemi quiconque était lié aux gouvernements cambodgiens précédents, les minorités ethniques et religieuses, les intellectuels et les membres de certaines professions. Les artistes en particulier constituaient une menace en raison de leur influence sur la culture, leur incompatibilité avec le mode de vie agraire ou leur influence étrangère. Entre 1975 et 1979, environ 2 millions de personnes (25 % de la population du pays) furent tuées pendant le génocide cambodgien. On pense que plusieurs des artistes présents sur Cambodian Rocks font partie de ces personnes

## Liste des morceaux
Cambodian Rocks comprend 22 chansons. Bien que l'album ne fournisse aucune information sur ces morceaux, des fans et des chercheurs bénévoles ont identifié les artistes et les noms des chansons. Le tableau ci-dessous liste les titres khmer romanisés originaux et traductions en français.
| Numéro | Durée | Artiste(s)                                                                      | Titre original (Khmer romanisé) | Traduction française                   |
| ------ | ----- | ------------------------------------------------------------------------------- | ------------------------------- | -------------------------------------- |
| 1      | 4:31  | Yol Aularong                                                                    | Jeas Cyclo                      | Faire du cyclo                         |
| 2      | 3:50  | Ros Sereysothea                                                                 | Chnam oun Dop-Pram Muy          | J'ai 16 ans                            |
| 3      | 2:14  | Ros Sereysothea                                                                 | Tngai Neas Kyom Yam Sra         | Aujourd'hui je bois du vin             |
| 4      | 2:12  | Yol Aularong and Liev Tuk                                                       | Sou Slarp Kroam Kombut Srey     | Plutôt mourir sous l'épée de la femme  |
| 5      | 2:57  | Sinn Sisamouth                                                                  | Srolanh Srey Touch              | J'aime les filles mignonnes            |
| 6      | 2:34  | Pan Ron                                                                         | Rom Jongvak Twist               | Dancer le Twist                        |
| 7      | 3:14  | Pan Ron                                                                         | Knyom Mun Sok Jet Te            | Je suis insatisfait                    |
| 8      | 3:23  | Liev Tuk                                                                        | Rom Sue Sue                     | Dance Soul Soul                        |
| 9      | 3:23  | Ros Sereysothea                                                                 | Jam 10 Kai Thiet                | Attendre 10 mois de plus               |
| 10     | 3:36  | Ros Sereysothea                                                                 | Jah Bong Ju Aim                 | Vieil aigre doux                       |
| 11     | 1:54  | Sinn Sisamouth, Ros Sereysothea, Pan Ron, et Dara Jamchan (composée par Voy Ho) | Maok Pi Naok                    | D’où viens-tu ?                        |
| 12     | 4:00  | Sinn Sisamouth                                                                  | Phneit Oun Mean Evey            | De quoi tes yeux sont-ils faits ?      |
| 13     | 3:27  | Yol Aularong                                                                    | Yuvajon Kouge Jet               | L'homme au cœur brisé                  |
| 14     | 3:43  | Meas Samon (composée par Mai Bun)                                               | Jol Dondeung Kone Key           | Je vais me fiancer                     |
| 15     | 3:19  | Ros Sereysothea                                                                 | Kerh Snae Kyoum Thai            | Avez-vous vu mon copain ?              |
| 16     | 3:22  | Ros Sereysothea                                                                 | Chnang Jas Bai Chgn-ainj        | Vielle casserole, bon riz              |
| 17     | 3:37  | Ros Sereysothea et Dara Jamchan (composée par Voy Ho)                           | Kone Oksok Nas Pa               | Papa, on s'ennuie !                    |
| 18     | 3:19  | Ros Sereysothea                                                                 | Kom Kung Twer Evey              | Ne t'énerve pas                        |
| 19     | 3:11  | Ros Sereysothea                                                                 | Penh Jet Thai Bong Mouy         | Je n'aime que toi                      |
| 20     | 2:20  | Pan Ron et In Yeng                                                              | Sralanh Srey Chnas              | J'aime les filles méchantes            |
| 21     | 2:07  | Sinn Sisamouth and Meas Samon (composée par Voy Ho)                             | Komlos Teng Bey                 | Trois gentilshommes                    |
| 22     | 3:21  | Ros Sereysothea                                                                 | Retrey Yung Joup Knea           | La nuit où nous nous sommes rencontrés |